# Victoria Kjær Theilvig
Victoria Kjær Theilvig, född 13 november 2003 i Herlev, är en dansk fotomodell som utsågs till Miss Universum vid tävlingarna i Mexico City år 2024.
Kjær Theilvig har varit professionell dansare och dansk mästare i discodans. Hon har arbetat som dansinstruktör och har också deltagit i europa- och världsmästerskapen i dans.
Hon har studerat marknadsföring och arbetar inom smyckesindustrin, men hon drömmer om att bli jurist.